# Guillem I de Sicília

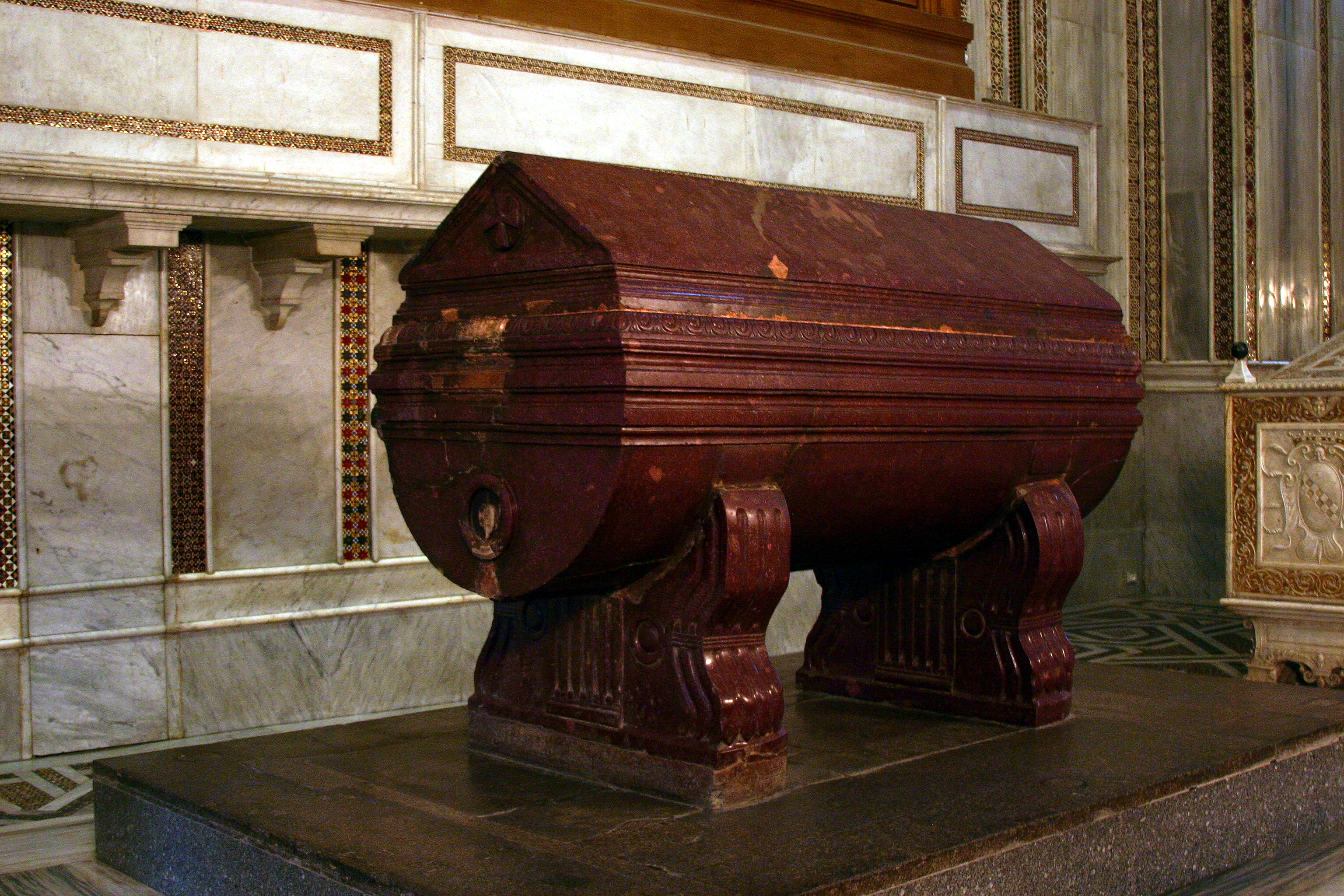
Tomba de Guillem I de Sicília.

 Guillem I de Sicília (1131 - 7 de maig de 1166), rei de Sicília, fill del rei Roger II de Sicília i d'Elvira de Castella, net d'Alfons VI de Lleó. Era anomenat Guillem el Dolent, per raó de com va relatar les cròniques del seu regnat Hug Falcandus.
Amb un caràcter menys enèrgic que el seu pare, que governava realment al principi va ser Maio de Bari, sota el títol de ammiratus ammiratorum, que substitueix Thomas Brun. Va excloure la noblesa de l'administració i va tractar de retallar la llibertat que gaudien les ciutats.
El papa Adrià IV va mobilitzar els nobles en contra seu. Es recolzava en el fet que l'autoritat de Guillem no havia estat reconeguda per l'emperador romà d'Orient, Manuel I Comnè, ni per l'emperador del Sacre Imperi Romanogermànic, Frederic I Barba-roja.
El 1155, tropes gregues van ocupar Bari i van començar a assetjar Bríndisi. Guillem, però, no estava desproveït de força militar. A l'arribada a Itàlia, va destruir la flota i l'exèrcit grecs, a Bríndisi el 28 de maig de 1156 i va recuperar la ciutat de Bari. Adrià va haver de pactar el tractat de Benevent el 18 de juny de 1156, confirmant a Guillem com a rei legítim, i el 1158 es va signar la pau amb els grecs.
Aquests èxits diplomàtics van ser probablement deguts a Maio, per altra banda, els dominis africans es van perdre en favor dels Almohades (1156-1160), i és possible que fos una tàctica d'abandonament a causa dels perills que arribaven al regne des del nord. La política de Maio va conduir a una conspiració general, i el novembre de 1160 va ser assassinat per Matthew Bonello, líder dels nobles sicilians.
Durant algun temps el rei va estar en mans dels conspiradors, que tramava assassinar o deposar, però Guillem comptava amb el suport de la població general i de l'exèrcit, que es van reunir al voltant de la seva defensa. Així, en una curta campanya, va reduir als sublevats. Alliberat de les pressions, Guillem va confiar el govern als homes que s'havien format a l'escola de Maio, creant un triumvirat amb el protonotari, Mateu d'Ajello, el comte Silvestre de Marsico i l'Arquebisbe de Messina, Ricard Palmer.
Va morir el 7 de maig de 1166 i va ser enterrat a la Catedral de Monreale. Amb la seva dona, Margarida de Navarra, va tenir quatre fills:
- Roger IV, duc de la Pulla (1152 - 1161)
- Robert III, príncep de Càpua (1153 - 1158)
- Guillem II de Sicília, el seu successor en el Regne de Sicília (1155 - 1189)
- Enric, príncep de Càpua (1158 - 1172)

## Família

### Avantpassats
|  |                          |  |  |  |  |  |  |  |  |  |  |  |  |  |  |  |
|  | 8. Tancred d'Hauteville  |  |  |  |  |  |  |  |  |  |  |  |  |  |  |  |
|  |                          |  |  |  |  |  |  |  |  |  |  |  |  |  |  |  |
|  |                          |  |  |  |  |  |  |  |  |  |  |  |  |  |  |  |
|  | 4. Roger I de Sicília    |  |  |  |  |  |  |  |  |  |  |  |  |  |  |  |
|  |                          |  |  |  |  |  |  |  |  |  |  |  |  |  |  |  |
|  |                          |  |  |  |  |  |  |  |  |  |  |  |  |  |  |  |
|  | 9. Fredisenda            |  |  |  |  |  |  |  |  |  |  |  |  |  |  |  |
|  |                          |  |  |  |  |  |  |  |  |  |  |  |  |  |  |  |
|  |                          |  |  |  |  |  |  |  |  |  |  |  |  |  |  |  |
|  | 2. Roger II de Sicília   |  |  |  |  |  |  |  |  |  |  |  |  |  |  |  |
|  |                          |  |  |  |  |  |  |  |  |  |  |  |  |  |  |  |
|  |                          |  |  |  |  |  |  |  |  |  |  |  |  |  |  |  |
|  | 10. Manfred del Vasto    |  |  |  |  |  |  |  |  |  |  |  |  |  |  |  |
|  |                          |  |  |  |  |  |  |  |  |  |  |  |  |  |  |  |
|  |                          |  |  |  |  |  |  |  |  |  |  |  |  |  |  |  |
|  | 5. Adelaida del Vasto    |  |  |  |  |  |  |  |  |  |  |  |  |  |  |  |
|  |                          |  |  |  |  |  |  |  |  |  |  |  |  |  |  |  |
|  |                          |  |  |  |  |  |  |  |  |  |  |  |  |  |  |  |
|  | 1. Guillem I de Sicília  |  |  |  |  |  |  |  |  |  |  |  |  |  |  |  |
|  |                          |  |  |  |  |  |  |  |  |  |  |  |  |  |  |  |
|  |                          |  |  |  |  |  |  |  |  |  |  |  |  |  |  |  |
|  | 12. Ferran I de Lleó     |  |  |  |  |  |  |  |  |  |  |  |  |  |  |  |
|  |                          |  |  |  |  |  |  |  |  |  |  |  |  |  |  |  |
|  |                          |  |  |  |  |  |  |  |  |  |  |  |  |  |  |  |
|  | 6. Alfons VI de Castella |  |  |  |  |  |  |  |  |  |  |  |  |  |  |  |
|  |                          |  |  |  |  |  |  |  |  |  |  |  |  |  |  |  |
|  |                          |  |  |  |  |  |  |  |  |  |  |  |  |  |  |  |
|  | 13. Sança I de Lleó      |  |  |  |  |  |  |  |  |  |  |  |  |  |  |  |
|  |                          |  |  |  |  |  |  |  |  |  |  |  |  |  |  |  |
|  |                          |  |  |  |  |  |  |  |  |  |  |  |  |  |  |  |
|  | 3. Elvira de Castella    |  |  |  |  |  |  |  |  |  |  |  |  |  |  |  |
|  |                          |  |  |  |  |  |  |  |  |  |  |  |  |  |  |  |
|  |                          |  |  |  |  |  |  |  |  |  |  |  |  |  |  |  |
|  | 7. Isabel de Sevilla     |  |  |  |  |  |  |  |  |  |  |  |  |  |  |  |
|  |                          |  |  |  |  |  |  |  |  |  |  |  |  |  |  |  |
|  |                          |  |  |  |  |  |  |  |  |  |  |  |  |  |  |  |